# Un père lointain
Un père lointain (Un padre de película) est un bref roman de l'écrivain chilien Antonio Skármeta publié en 2010.

## Parution
Le roman parait en France le 13 octobre 2010 chez Grasset.

## Résumé
Jacques, instituteur à Contulmo, petit village chilien, aime la langue française que son père, Pierre, d'origine française, lui a apprise. Un an plus tôt, Pierre a quitté Jacques et sa mère, qui s'interrogent sur ce départ et attendent des nouvelles.

## Traductions
- A distant father, translated from the Spanish by John Cullen, New York, Other Press, 2013
- Un padre da film, traduzione di Paola Tomasinelli, Torino, Einaudi, 2011

## Adaptation cinématographique
- Selton Mello, Le Film de ma vie, 2017, avec Vincent Cassel[4]

## Critiques
- « It is amazing how, in so few words, Skármeta is brilliantly able to paint the soul's complexities and turn the world into a less uncertain place. With exquisite prose, as faint as a sigh, Skármeta weaves a fun and ironic story of the torturous road toward  maturity. », Félix J. Palma[note 1]
- « La superficialidad en el tratamiento de los personajes es una marca distintiva de esta narración, al igual que el tono meloso, sentimentaloide de la escritura. », Patricia Espinosa, Las Últimas Noticias, 5 novembre 2010[note 2]